# Horváth Tamás (énekes)
Horváth Tamás (Dunaújváros, 1992. március 21. –) Fonogram-díjas magyar énekes, dalszerző, zenész, a Sztárban sztár ötödik évadának nyertese, a 2018-as Eurovíziós Dalfesztivál magyarországi előválogatójának döntőse.

## Élete
Zenész családban született, dédapja Horváth János hárfaművész, édesapja ifj. Horváth János, aki számos együttes tagja volt, 1985 óta a Digitál együttes frontembere. Tamás gyermekkorában kezdett megismerkedni a zenével, 8 éves kora óta gitározik. 16 évesen indult el a Megasztár negyedik szériájában, ahol az élő adásba már nem került be. A következő évben, 2009-ben elindult a Csillag születik tehetségkutató műsorban, ahol a harmadik középdöntőben esett ki, így a műsor 7. helyezettje lett. A versenyt követően  HT3 néven zenekart alapított, és Dunaújvárosban befejezte középiskolai tanulmányait. 2011-ben Dajka Raullal kezdett dolgozni. A formáció 6 évig működött, Magyarországon az egyik legnézettebb YouTube videócsatorna volt az övék. 2017-ben ő nyerte a Sztárban sztár ötödik évadját. Egymillió forintos jutalmát a Heim Pál Gyermekkórháznak ajánlotta fel.
2017. december 6-án bejelentették, hogy a Duna eurovíziós dalválasztó műsorába, A Dal 2018-ba bejutott a Meggyfa című dala, mellyel a döntőig jutott el.
2018. március 27-én bejelentették, hogy versenyzője lesz a TV2 A nagy duett című szórakoztató műsor hatodik évadának. Duettpárjával, Balázs Andreával június 3-án megnyerték a műsort. 2019.-ben a TV2 Sztárban Sztár leszek első évadának zsűri tagja lett. 2025.-ben a TV2 A nagy duett műsor zsűrijéhez csatlakozott.

## Elismerések
- Fonogram-díj, megosztva a Kowalsky meg a Vega zenekarral (2025)

## Dalai
- (2022) – Lidércek
- (2022) – Hajnalodik lassan (feat. Kiss Enci)
- (2022) – Fekete rigó
- (2021) – Nekem te ne (feat. Majka)
- (2021) – Ahogy rám nézel
- (2021) – Nekem jó
- (2021) – Dzsoki
- (2021) – Farkasbőrben (feat. Urban)
- (2021) – Drága kenyér (feat. Pixa)
- (2020) – Tolna felé
- (2020) – Babám (feat. Pixa)
- (2020) – Zuhanni
- (2020) – Visszanézhessünk
- (2020) – Fúj a szél
- (2019) – Ne hazudj
- (2019) – Vidékről jöttem
- (2019) – A szőlősbe
- (2018) – Meztelen (feat. Majka)
- (2018) – Levegőt
- (2018) – Drága nyár
- (2018) – Orchidea
- (2018) – Álmomban
- (2018) – Ebből nem kérek többé
- (2018) – Fától az erdőt
- (2017) – Meggyfa
- (2017) – Engedd hogy megtörténjen
- (2017) – Tegnap óta
- (2017) – Tiszánál
- (2017) – Suttogj (feat. Petra)
- (2017) – Összetört emlékek (feat. Deniz)
- (2017) – Ne hagyd abba
- (2017) – Nem hiszek benned
- (2017) – Egyedül megyek tovább
- (2017) – Aznap éjjel
- (2017) – Kék végtelen
- (2017) – Tűnj el!
- (2016) – Tiszta szívvel
- (2016) – Érzem a szíved
- (2016) – Ott leszek veled (feat. Raul)
- (2016) – Náláná é (feat. Raul)
- (2016) – Őrizd meg (feat. Raul)
- (2016) – Két bolond a világ ellen
- (2015) – Táncol velem a világ (feat. Raul)
- (2015) – Akarlak téged (feat. Raul)
- (2015) – Végállomás (feat. Raul)
- (2015) – Hányszor
- (2015) – Felhők felett
- (2015) – Álmodnék
- (2014) – Egy furcsa idegen
- (2014) – Boldog vagyok (feat. Raul)
- (2014) – Vége (Raul feat. Children of Distance)
- (2014) – Őszinte vallomás (Raul feat. Deniz)
- (2014) – Emlékszem még júliusra
- (2014) – Te vagy az a nő (feat. Raul)
- (2013) – Beléd estem (Missh feat. Raul)
- (2013) – Hagyj el (Missh feat. Raul)
- (2013) – Egyszer szeret egyszer nem (Missh feat. Raul)
- (2013) – Szeretsz engem? (feat. Raul)
- (2013) – Egyedül jobb (Raul feat. Jankó)
- (2012) – Alvajáró
- (2012) – Állj mellém! (feat. Raul)
- (2012) – Lassan elmúlik (feat. Raul)
- (2011) – Várlak téged (feat. MC DC)
- (2011) – Viszlát

### ASztárban sztársorán előadott produkciói
| Az általa megformált személyek | Összesített pontszám  |
| --- | --------------------- |
| 1. adás.: Bob Marley (The Wailers) – Could You Be Loved                                                                                               | nem volt pontozás     |
| 2. adás.: Lady Gaga – Poker Face | 31                    |
| 3. adás.: Chester Bennington (Linkin Park) – Numb | 38                    |
| 4. adás.: Freddie Mercury (Queen) – Bohemian Rhapsody                                                                                                 | 32                    |
| 5. adás.: Poór Péter – Utánam a vízözön | 34                    |
| 6. adás.: Arash – Boro Boro | 34                    |
| 7. adás.: Majka – Tündi Bündi Baby Sisters (Baby Gabi) – Szeresd a testem (Berkes Olivérral és Pápai Jocival)                                         | 38 40                 |
| 8. adás.: Csocsesz – Piros bicikli / Utcára nyílik a kocsmaajtó / Pille, pille Kiki és Zoltán Erika – Grease (Nekem férfi kell) (duett Pápai Jocival) | 35 40                 |
| 9. adás.: 1. szám: Redfoo (LMFAO) – Sexy and I Know It 2. szám (általa kiválasztott): Alex Clare – Too Close                                          | 40 38                 |
| 10. adás.: 1. szám: Michael Jackson – They Don’t Care About Us 2. szám Szabó Dávid – Lehetsz király (duett Veréb Tamással és Kerényi Miklós Mátéval)  | a zsűri nem pontozott |